# Яблоновка (Бусская городская община)
Яблоновка (укр. Яблунівка) — село в Бусской городской общине Золочевского района Львовской области Украины.
Население по переписи 2001 года составляло 772 человека. Занимает площадь 3,216 км². Почтовый индекс — 80511. Телефонный код — 3264.